# شانزده پادشاهی
شانزده پادشاهی (انگلیسی: Sixteen Kingdoms)، به‌طور معمول، شانزده کشور، در دوره ای پر هرج و مرج در تاریخ چین از سال ۳۰۴ پس از میلاد تا سال ۴۳۹ اشاره دارد، زمانی که شمال چین به یک سری از کشورهای‌های پادشاهی کوتاه مدت تقسیم شد (فهرست دودمان‌های تاریخ چین).